# Musée de la Palmeraie
Pour les articles homonymes, voir Palmeraie (homonymie).
Le musée de la Palmeraie est consacré à l’art contemporain à Marrakech au Maroc. Une cinquantaine d’artistes marocains y sont présentés. La collection comprend des peintures, des photographies, des calligraphies, des sculptures et des installations artistiques.
Le  musée est situé à l’extérieur de Marrakech (route de Fès) au sein de la Palmeraie, dans des anciens bâtiments agricoles en pisé. Un parc de deux hectares entoure le musée, avec un jardin andalou, un jardin sec, un jardin d’eaux, un potager, un verger et une collection de rosiers odorants. Le musée a été fondé en mai 2011 par Abderrazzak Benchaâbane.